# Downs (Kansas)
Pour les articles homonymes, voir Downs.
Downs est une ville américaine située dans le comté d'Osborne, au Kansas. Selon le recensement de 2020, sa population est de 800 habitants.